# L'Honneur perdu de Katharina Blum
Pour les articles homonymes, voir Ehre.
Pour l'adaptation, voir L'Honneur perdu de Katharina Blum (film).
L'Honneur perdu de Katharina Blum (titre original : Die verlorene Ehre der Katharina Blum) est un roman de l'écrivain allemand Heinrich Böll. Paru en 1974, il est  sous-titré : « Comment peut naître la violence et où elle peut conduire » et est considéré comme une de ses œuvres majeures.
Au début de ce roman, l'auteur avertit le lecteur par cette citation : « L’action et les personnages de ce récit sont imaginaires. Si certaines pratiques journalistiques décrites dans ces pages offrent des ressemblances avec celles du journal Bild, ces ressemblances ne sont ni intentionnelles ni fortuites mais tout bonnement inévitables. »

## Résumé
L'action se déroule à Cologne, la ville natale de l’auteur. Le roman évoque le sort d'une femme, Katharina Blum, victime d'un scandale médiatique et dont on apprend dans les premières pages qu'elle vient d'abattre un journaliste du JOURNAL (le titre original en allemand étant die ZEITUNG).
Cette femme de 27 ans, gouvernante chez un avocat, mène une existence calme et sans histoires. À l'occasion du carnaval, Katharina fait la connaissance d’un homme dont elle tombe amoureuse et dont elle ne connaît que le nom : Ludwig Götten, avec qui elle passe la nuit, ce qui fait brusquement basculer  sa vie, car ce dernier est considéré par la police comme un anarchiste terroriste qu’elle traque étroitement. Très vite l'arrestation du couple est orchestrée, mais le fuyard en réchappe. La police arrête néanmoins Katharina sur laquelle elle va, tout comme la presse et la population, s’acharner... Sa vie bascule donc, ce qui n'épargnera ni ses proches ni sa réputation.

## Le contexte historique
La publication du roman en 1976 est d'abord une réponse de Heinrich Böll, prix Nobel de littérature, à la presse allemande et à la Bild Zeitung qui l'avait violemment attaqué après une série de ses articles dénonçant l'acharnement de la presse à sensation. Ce roman polémique n’est pas seulement dirigé contre les abus de la presse mais aussi contre le système policier : c'est la période des années de plomb marquées par la répression s'opposant aux mouvements révolutionnaires violents tels que la Fraction armée rouge menée par Andreas Baader et Ulrike Meinhof.

## Adaptation au cinéma

Une année après la parution du roman de Böll, les cinéastes allemands Margarethe von Trotta et Volker Schlöndorff l'adaptent au cinéma pour en faire un film porte-parole d’une génération confrontée au contexte de la société allemande des années 1970. Le film se veut une dénonciation des dangers qui menacent la démocratie dans un pays où la presse à scandale, par sa situation de quasi-monopole, peut calomnier, humilier et persécuter impunément des personnes innocentes et les pousser à une révolte violente.
Des différences distinguent toutefois le film du roman : si les personnages et les événements sont les mêmes, les réalisateurs renforcent la dénonciation du système policier. La conclusion diffère également : alors que le roman de Heinrich Böll se conclut sur l’arrestation de Katharina, le film s'achève sur l’enterrement du journaliste tué.
Le 10 octobre 1975, le film est projeté en avant-première dans neuf salles en République fédérale d'Allemagne et le 18 mai 1978 sur l’écran de la chaîne ARD, puis les mois suivants dans les cinémas américains et russes.
La musique est du compositeur allemand Hans Werner Henze.

## Livre audio
- Heinrich Böll (auteur), Solange de Lalène (cotraductrice), Georges de Lalène (cotraducteur) et Philippe Lejour (narrateur), L'Honneur perdu de Katharina Blum [« Die verlorene Ehre der Katharina Blum »], Paris, Livraphone, 17 novembre 2004 (EAN 335-89-500-0007-4, BNF 40103801)Support : 1 disque compact audio MP3 ; durée : 3 h 53 min environ ; référence éditeur : Livraphone LIV 237M. Réédition au format MP3. Note : la notice bibliographique BNF indique une durée de « 4 h 10 min ».